# Tomba
Tomba (cyr. Томба) – wieś w Czarnogórze, w gminie Bar. W 2011 roku liczyła 1199 mieszkańców.